# MVP體育館
MVP體育館（最初名為Knickerbocker體育館，之後陸續更名為百事體育館和Times Union中心）是一座位於紐約州奧爾巴尼的室內體育館。它的容量是可調整的，可容納6,000至17,500人，舉辦體育賽事的容量為15,500。

## 外部連結
- 官方網站 （页面存档备份，存于）